# Industrial Esporte Clube
O Industrial Esporte Clube é um clube de futebol brasileiro já extinto de Linhares no estado do Espírito Santo.
Como resultado de uma tentativa de fusão dos dois times de Linhares, o Industrial Esporte Clube e o América Futebol Clube, foi fundado em 15 de março de 1991 o Linhares Esporte Clube.
O jogador baiano Edílson Capetinha, campeão da Copa do Mundo de 2002 pela Seleção Brasileira, profissionalizou-se no clube em 1987.

## Campanhas de destaque
- 4º Colocado do Campeonato Capixaba: 1 (1977)[carece de fontes?]